# Бела-Бела
Бела-Бела (Bela-Bela), бывший Хартингсбург (Hartingsburg) и Вормбатс (Warm Baths) — город, административный центр местного муниципалитета Бела-Бела в районе Ватерберг провинции Лимпопо (ЮАР).

## География
Бела-Бела находится в северо-восточной части Южно-Африканской республики. Расстояние до Претории составляет 105 километров.

## Климат
Средняя температура оставляет 22 °C. Самый теплый месяц — октябрь, при средней температуре 28 °C, а самый холодный — июль, при средней температуре 14 °C. Среднее количество осадков составляет 734 миллиметра в год. Самый влажный месяц — декабрь, (153 мм осадков), а самый сухой — июль (1 мм осадков).

## История
Эти места славятся горячими источниками. В 1873 году правительство Южно-Африканской республики выкупило эти земли у фермеров и основало здесь городок Хартингсбург, названный в честь известного голландского натуралиста Питера Хартинга. В 1903 году англичане основали здесь почтовую станцию, которую назвали Вормбатс («Горячие ванны»).
14 июня 2002 года правительство ЮАР официально переименовало город в Бела-Бела (в переводе с языка тсвана это означает «кипеть-кипеть»).